# Polana pod Pustem

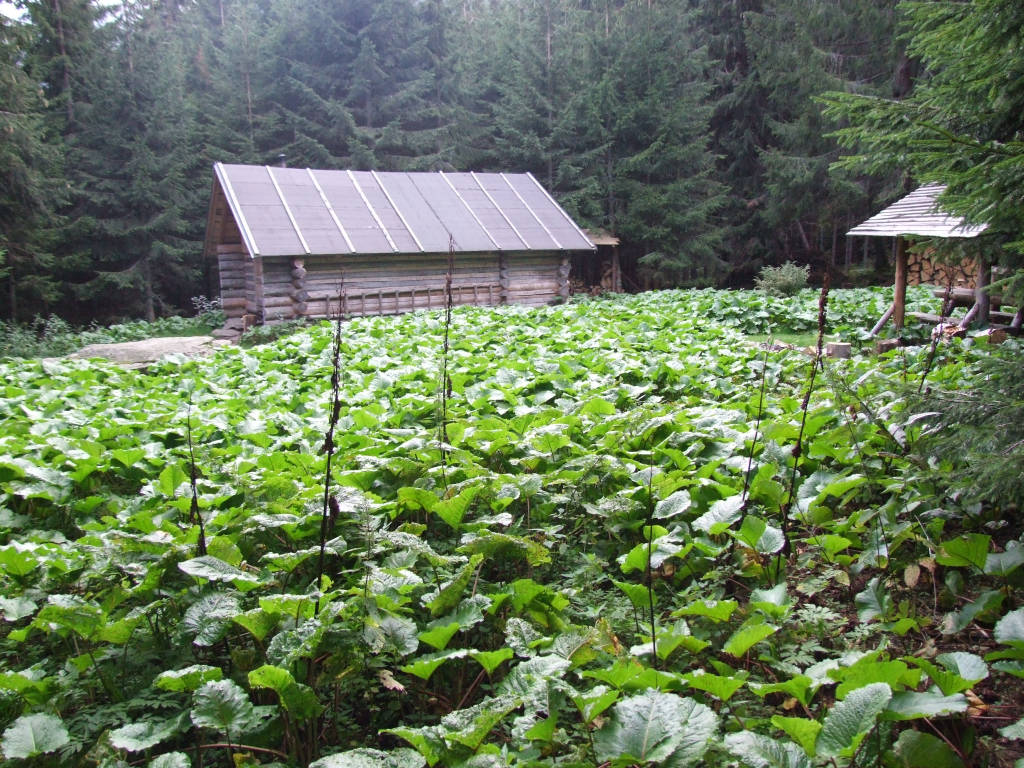
Polana pod Pustem z domkiem

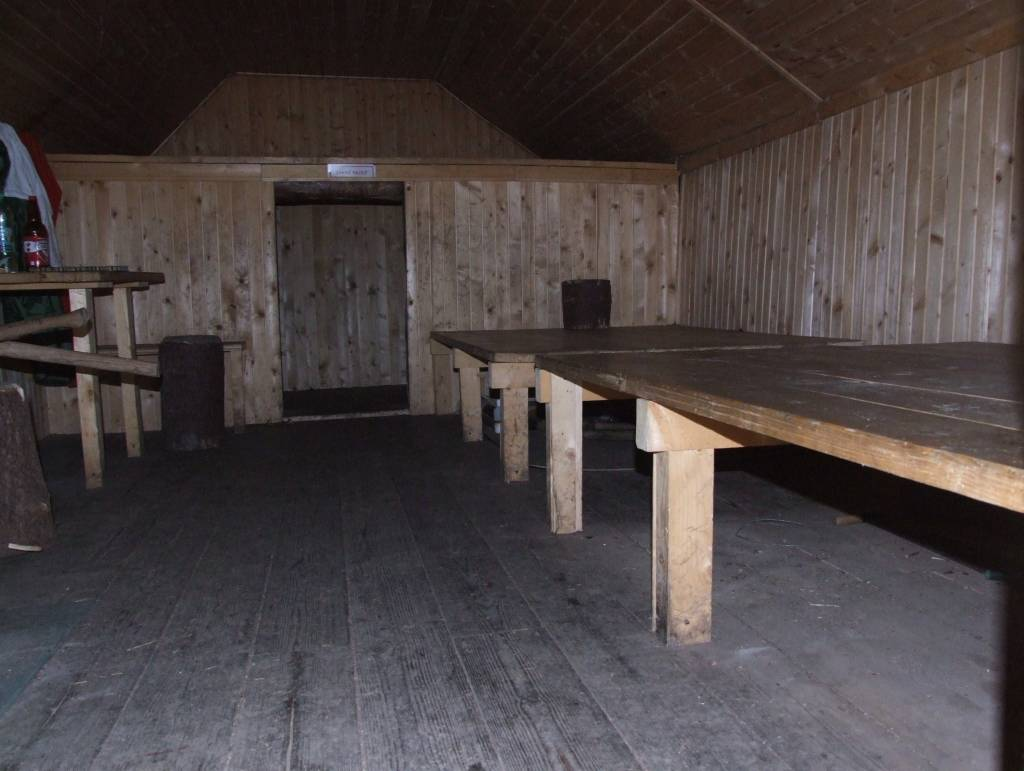
Wnętrze domku

Polana pod Pustem – jedna z polan w Dolinie Jamnickiej w słowackich Tatrach Zachodnich. Jest to niewielka polanka znajdująca się nieco na północ powyżej wylotu Pustego Żlebu, na wysokości 1200 m n.p.m. Nieco za polaną, po zachodniej stronie szlaku znajduje się niewielka młaka porośnięta turzycami.
Polana nosiła też nazwę Kokawski Szałas Niżni. Nazwa ta pochodzi od liptowskiej miejscowości Kokawa, która dawniej wypasała w górnej części Doliny Jamnickiej (m.in. na Kokawskich Ogrodach). Polanka jest skromną pozostałością po dawnym pasterstwie w tej dolinie. Historię i problematykę tego pasterstwa liczącą sobie kilkaset lat opracowała polska badaczka Zofia Hołub-Pacewiczowa. Cała polana porośnięta jest bujnymi liśćmi szczawiu alpejskiego, który uważany jest w Tatrach za roślinę niepożądaną.
Na polanie znajduje się drewniany domek. Przystosowany jest on do noclegów. Ma drzwi, drewniane prycze, metalowy piec, półki, stół, wyposażony jest w siekierę, kloc do rąbania drzewa, kilka podstawowych naczyń kuchennych i księgę wpisów. Został on zbudowany w 2001 z inicjatywy Klubu Narciarskiego z Kokawy Liptowskiej. Wcześniej na jego miejscu znajdował się od lat 40. XX wieku drewniany szałas pasterski, który pomimo wielokrotnych napraw, pod koniec XX wieku popadł w ruinę. Na obrzeżach polanki duży skład klocków drewnianych do palenia, ławka, wiata. W pobliżu źródło wody zdatnej do picia.

## Szlaki turystyczne
– niebieski od autokempingu „Raczkowa” przez rozdroże Niżnia Łąka i Jamnicką Przełęcz na Wołowiec.